# Club Natació Sabadell
De Club Natació Sabadell is een Catalaanse sportvereniging in Sabadell, die in 1916 opgericht is. Met meer dan 30.000 leden is het een van de grootste sportverenigingen van Catalonië.

## Afdelingen
De vereniging heeft op dit moment de volgende afdelingen: zwemmen, waterpolo, atletiek, basketbal, schaken, pelota, zaalvoetbal, volleybal, petanque, tennis, tafeltennis, triatlon en synchroonzwemmen.

## Olympische sporters
- 1948 Londen: Joan Serra
- 1952 Helsinki: Joan Serra
- 1960 Rome: Isabel Castañé en Miquel Torres
- 1964 Tokio: María Ballesté, Isabel Castañé en Miquel Torres
- 1968 Mexico: Miquel Torres, Vicenç Brugat, Josep Duran, Santiago Esteva Escoda en M. Pau Corominas
- 1972 München: Jordi Comas en Antoni Culebras
- 1976 Montreal: Jordi Comas, Santiago Esteva Escoda en Magda Camps
- 1992 Barcelona: Martín López-Zubero, Lourdes Becerra en Elisenda Perez
- 1996 Atlanta: Martín López-Zubero en Lourdes Becerra
- 2000 Sydney: Dani Ballart, Lourdes Becerra, Nina Zhivanevskaia, Frederik Hviid en Jorge Ulibarri
- 2004 Athene: Dani Ballart, Sergi Pedrerol, Jesús Rollán, Gustavo Marcos, Jorge Sanchez, Olaf Wildeboer, Aschwin Wildeboer en Melissa Caballero
- 2008 Peking: Aschwin Wildeboer, Sergio García en Arantza Ramos
- 2012 Londen: Mireia Belmonte, Aschwin Wildeboer, Maica Garcia, Mati Ortiz, Jennifer Pareja, Anni Espar, Laura Ester, Pilar Peña, Judit Ignacio, Iñaki Aguilar, Iván E. Pérez, Clàudia Dasca, Concepción Badillo en Lydia Morant
- 2016 Rio de Janeiro: Maica Garcia, Mati Ortiz, Anni Espar, Laura Ester, Pilar Peña, Judith Forca, Clara Espar, Judit Ignacio, Fátima Gallardo, Erika Villaécija, Ona Carbonell, Gemma Mengual, Miguel Durán, Marc Sánchez en Aitor Martínez